# Bruno Snell
Bruno Snell (18 de junio de 1896 - 31 de octubre de 1986) fue un filólogo clásico alemán. Es reconocido fundamentalmente por sus trabajos de edición, lexicografía e historia intelectual de Grecia.

## Trayectoria académica
Bruno Snell nació el 18 de junio de 1896 en Hildesheim. Hijo del psiquiatra Otto Snell (1859-1939). Se graduó en 1914 del Gymnasium
Johanneum en Lüneburg. Al poco tiempo de empezar a estudiar derecho y economía en Edinburgh y Oxford estalla la guerra. Se traslada a Leiden y ahí retoma sus estudios en 1918, esta vez en filología clásica con J. Vürtheim. Durante los siguientes cuatro años continúa sus estudios en esta área en Gottingen, con R. A. Reitzenstein y M. Pohlenz, en Berlín y Münich, con E. Schwartz. En 1922 , y bajo la supervisión del filósofo Georg Misch, obtiene en Gottingen su «Promotion» con la disertación titulada «Die Ausdrücke für den Begriff des Wissens in der vorplatonischen Philosophie», publicada luego en 1924. Supera el 'Staatsexam' y enseña ('Schuldienst') en Hamburgo. En 1925 obtiene su «Habilitation» en Filología Clásica en la Universidad de Hamburgo, con la tesis titulada «Aischylos und das Handeln im Drama», publicada en 1928. En 1931 asume la cátedra de Filología Clásica en esta misma universidad, puesto que no abandona hasta su retiro en 1960, a pesar de presentársele llamados a otras universidades. Durante la época de El Tercer Reich conservó su cargo, aunque se mantuvo a distancia de las políticas del régimen y ayudó a algunos perseguidos, como, por ejemplo, el filólogo judío Kurt Latte.
En los años 1944-45 funda la revista «Antike und Abenland» y el centro de investigación «Thesaurus Linguae Graecae». En 1951-52 ejerció como Decano de la Facultad de Filosofía, y en 1958-59 como rector. En 1960 fue sucedido por Hartmut Erbse.

## Obras (selección)
- Die Ausdrücke für den Begriff des Wissens in der vorplatonischen Philosophie, Berlín 1924 (Tesis doctoral).
- Heraklit Fragmente. Griechisch und Deutsch. Übertragen von Bruno Snell, München 1926 (2.ª ed. 1940; 10.ª ed. 1989)
- Aischylos und das Handeln im Drama (Tesis de habilitación), «Philol. Suppl.» 20, 1, Leipzig 1928
- Bacchylidis carmina cum fragmentis (edition; Teubneriana), 1934 (10.ª ed. 1970)
- Quellen zu Leben und Meinungen der Sieben Weisen, München 1938 (3.ª ed. 1952; 4.ª ed. 1971)[1]
- Die Entdeckung des Geistes. Studien zur Entstehung des europäischen Denkens bei den Griechen, Hamburg 1946 (5.ª ed., Göttingen 1980)
- Der Aufbau der Sprache, Hamburg 1952 (2.ª ed. 1961; 3.ª ed. 1966)
- Griechische Metrik, Göttingen 1955 (4.ª ed. 1982)
- Poetry and Society, Bloomington 1961 (ciclo de conferencias dictadas en Estados Unidos en 1960)
- Die alten Griechen und wir, Göttingen 1962
- Tragicorum graecorum fragmenta, vol. 1: Didascaliae Tragicae, Catalogi Tragicorum et Tragoediarum, Testimonia et Fragmenta Tragicorum minorum, Göttingen 1971 (2a ed.corregida y aumentada a cargo de R. Kannicht, Göttingen, 1986)
- Lexikon des frühgriechischen Epos, Göttingen 1979
- Tragicorum Graecorum fragmenta, vol. 2: Fragmenta Adespota, Testimonia volumini 1 addenda,Indices ad volumina 1 et 2, Göttingen 1981.

## Premios y reconocimientos
Honoris causa por las universidades de Aahrus, Leeds, Oxford, Southampton y Paris. En 1976 recibió la condecoración austriaca de ciencias y artes, y un año después de la Orden pour le Mérite de artes y ciencias.